# АС-28
AC-28 — російський рятувальний глибоководний апарат проекту 1855 «Приз». За сукупністю тактико-технічних характеристик швидше належить до класу міні-субмарин, ніж батискафів. Перший корабель цієї серії. Вступив у дію 12 серпня 1986 року. Був розроблений для порятунку екіпажів субмарин у ЦКБ Лазуріт у Нижньому Новгороді. Транспортується до місця проведення операції кораблем-носієм, далі має власну автономність у 120 годин та дальність плавання у 39 км. Призначений для використання на глибинах до 1000 м.

## Історія служби
12 серпня 1986 року став до ладу. 10 червня 1987 року увійшов до складу Тихоокеанського флоту у Владивостоку. 6 червня 1992 року прибув Чорноморський флот для проходження випробувань. 6 серпня 1992 року повернувся до Владивостока під командування Тихоокеанського флоту.
У липні 2006 — грудні 2007 року здійснювалося проведення ремонту та модернізації за проектом 18551 на заводі "Червоне Сормово " в Нижньому Новгороді. Крім відновлювальних робіт, на АС повністю замінено радіоелектронне обладнання та низку інших систем, а також встановлено нову систему життєзабезпечення. У ході модернізації колишнім залишився лише корпус, вся начинка АС замінена. Також встановлено два нових маніпулятори, здатні різати десятиміліметрові троси та піднімати сотні кілограм. У липні 2008 року став до ладу ВМФ Росії.
У 2009 році був доставлений з Камчатки в Татарську протоку, де успішно провів пошук літака Ту-142, що впав 6 листопада. У 2016 році на РС «Саяни» прибув до міста Севастополь. РС «Саяни» стало на ремонт. На час ремонту переведено для базування на РС «Комуна» у Севастополі.
На 2018 рік перебуває у бойовому складі ВМФ Росії. Носій РС «Комуна» входить до складу 1-ї групи 145-го загону рятувальних судів із базуванням у місті Севастополь.

## Надзвичайна пригода
4 серпня 2005 року в бухті Березової з судна-носія РС «Георгій-Козьмін» об 11:48 за місцевим часом (02:48 за московським часом) АС-28 здійснив друге штатне занурення для робіт з гідроакустичним обладнанням, розташованим на дні бухти (заміни одного з блоків встановленої на дні затоки системи гідроакустичної апаратури, призначеної для стеження за підводними човнами США). За годину після занурення екіпаж повідомив про аварійну ситуацію на борту. АС зачепився гвинтом за браконьєрські рибальські сіті та решітку військової антени гідрофонного масиву, закріплену на дні 60-тонними якорями. Човен втратив можливість спливти.
5 серпня операцію з порятунку розпочало судно КІЛ-168, намагаючись траленням за допомогою якорів звільнити корабель від антени, що утримує АС на глибині. Близько 15:00 до тралення приєдналося судно " Бірюса ". Загалом у районі лиха працювало близько 10 військових судів. Близько 23:00 рятувальникам вдалося зачепити буксирним тросом АС і антену, що заважає їй, і потім незначно просунути їх у бік мілководдя.
6 серпня президент Росії Володимир Путін наказав міністру оборони вилетіти до Петропавловська-Камчатського для спостереження за операцією. Цього дня робилися неодноразові, але безуспішні спроби звільнити апарат від тросів та сіток. Російський адмірал Федоров спочатку обговорював використання вибухівки для відрізання антени, але до застосування цієї тактики справа не дійшла. Натомість Російські судна намагалися підняти застряглий апарат на поверхню за допомогою кабелів. Але результатів це не дало. Екіпаж АС-28 у цей час, для економії енергії та кисню, відключив допоміжні системи, у тому числі обігрів, надів теплі костюми та зберігав спокій.
7 серпня АС-28 до місця проведення операції прибуло судно " КІЛ-27 ", що доставило британських рятувальників з їх глибоководним роботом Scorpio ROV, обладнаним клешнями для перекушування металевих тросів. Через кілька занурень британським рятувальникам удалося звільнити АС-28. О 7:25 по МСК АС самостійно сплив на поверхню біля судна " Алагез ". Моряки пробули під водою близько 76 години. Усі сім членів екіпажу самостійно залишили апарат. Після огляду у військовому шпиталі в Петропавловську-Камчатському, було повідомлено, що серйозної медичної допомоги морякам не потрібно.

#### Міжнародна підтримка

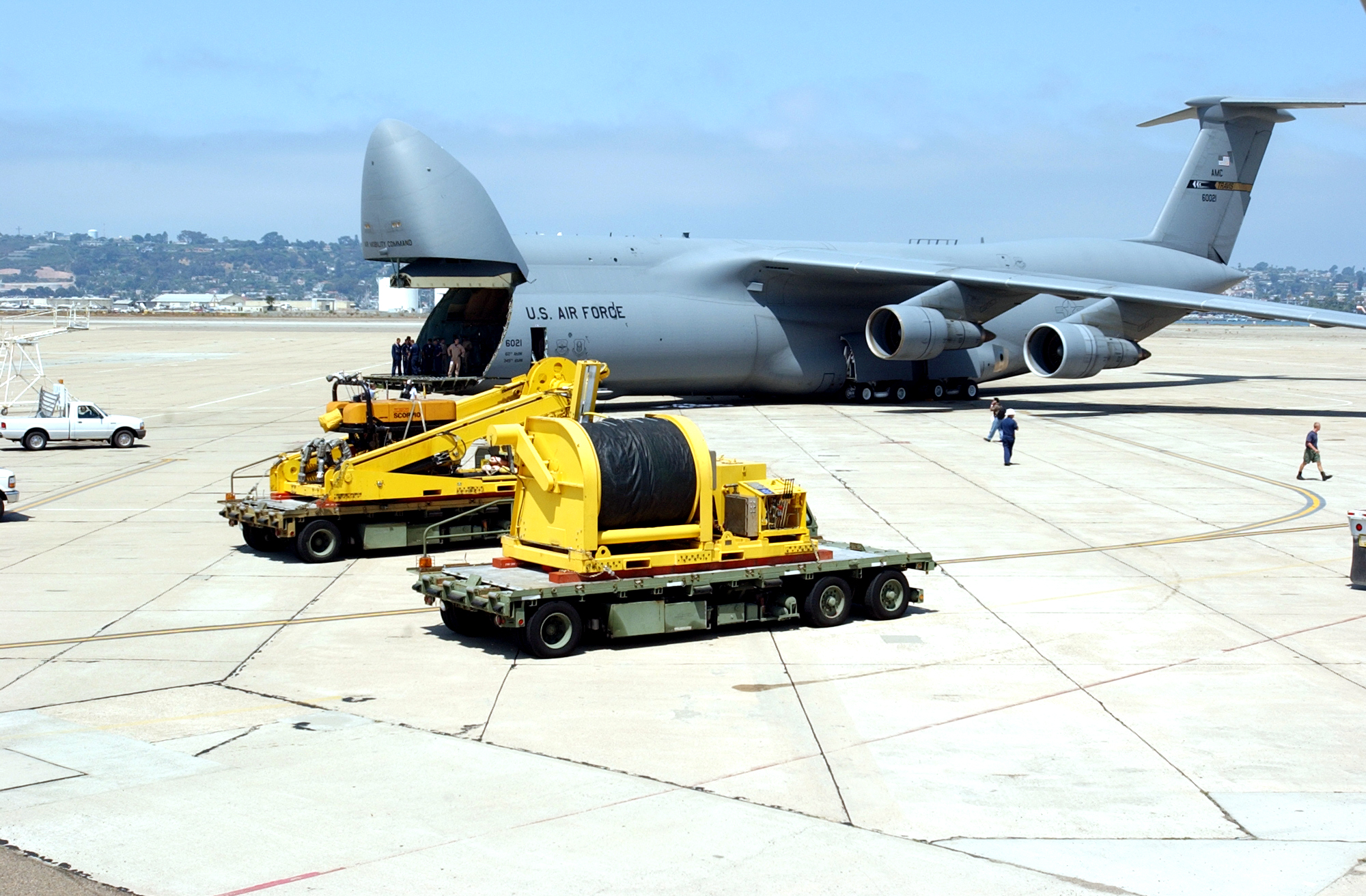
На військово-транспортний літак Lockheed C-5 Galaxy здійснюється завантаження особового складу та обладнання для глибоководних апаратів, North Island Naval Base Coronado, San Diego. C-5 доставив два Scorpio ROV для допомоги у порятунку АС-28.

Підтримка у рятувальній операції була надана ВМФ Великої Британії, Японії та США. Велика Британія відправила Scorpio ROV та команду для його керування за допомогою вантажного літака C-17 Globemaster III. Японія відправила чотири кораблі з рятувальним спорядженням. Сполучені Штати відправили по одному дрону Scorpio ROV з Сан-Дієго і Ландувера, Меріленд, обидва транспортовані літаками C-5 Galaxy і C-17 відповідно. Обидва апарати були відправлені разом із командою з їхнього управління. Передбачалося використовувати ці безпілотні апарати для перекушування тросів та мереж, які обплутали АС-28. Два канадські дайвери з глибоководними водолазними скафандрами були відправлені разом з транспортником C-5 США, для надання безпосередньої допомоги на дні при необхідності. Американські апарати так і не були задіяні в операції, незважаючи на те, що їх вантажний літак прибув лише через 2 години після прибуття британської команди.
У британців не було важкого підйомного та транспортного обладнання для доставки свого ROV до моря, не було його й у росіян. Коли прибула американська рятувальна команда, було використано їхнє важке підйомне обладнання для допомоги в розвантаженні та доставці британського апарату. Британська місія увінчалася успіхом.
Історія порятунку підводного човна була показана BBC One в документальному фільмі «Submarine Rescue». Картина згодом удостоєна нагороди «кращий документальний фільм» британського морського товариства. Ця операція стала першим успішним застосуванням Scorpio ROV у реальних умовах. Згодом Росія закупила одну подібну модель для потреб флоту.